# Nagłówek podprogramu
Nagłówek podprogramu – fragment kodu źródłowego stanowiący deklaratywny opis podprogramu, poprzedzający definicję bloku podprogramu zawierającego tworzony algorytm. Zawiera on identyfikator podprogramu, ewentualną listę parametrów i jeżeli jest to w danym języku programowania wymagane deklarację ich typów oraz sposobu przekazania skojarzonego z danym parametrem argumentu do podprogramu w jego wywołaniu (np. ByVal, ByRef w Visual Basic; var w Pascalu). Może także obejmować frazy opcjonalne lub wymagane zawierające odpowiednie deklaratory i modyfikatory, w tym między innymi deklarację typu danej zwracanej przez podprogram dla podprogramów funkcyjnych. Jeżeli składnia danego języka przewiduje, to poprzedzony jest także odpowiednim słowem kluczowym (np. procedure: m.in. Icon, Pascal, PL/I; proc: m.in. Comal, PL/I (opcjonalny skrót); function: m.in. Pascal, Visual Basic, Fortran; subroutine: m.in. Fortran; sub: m.in. późniejsze implementacje języka Basic, Visual Basic, Perl; entry: m.in. dodatkowe ingresje do podprogramu w języku PL/I; property: m.in. Visual Basic; perform: m.in. Cobol; def: m.in. Ruby, Python; lub innym przewidzianym w składni konkretnego języka programowania), choć w wielu językach takiego słowa kluczowego nie ma: m.in. C, C++ i pokrewne.
Nagłówek podprogramu występować może w kodzie źródłowym:
- w deklaracji podprogramu – prototyp

| język programowania | deklaracja podprogramu                          |
| ------------------- | ----------------------------------------------- |
| C, C++              | int plus(int a, b);                             |
| Pascal              | function Plus(a, b : Integer):Integer; forward; |

- w definicji podprogramu przed jego blokiem.

| język programowania | definicja podprogramu                                                       |
| ------------------- | --------------------------------------------------------------------------- |
| C, C++              | int plus(int a, b); { /* treść podprogramu */ }                             |
| Pascal              | function Plus(a, b : Integer):Integer; begin { treść podprogramu } end;     |
| PL/I                | PLUS: PROC(FIXED(5,0) A, B) RETURNS(FIXED(5,0) /* treść podprogramu */ END; |

- w definicji typu proceduralnego, np. Turbo Pascal[3]:

```
type
 
idf_type_p
=
procedure
(
{parametry}
)
;

type
 
idf_type_f
=
function
(
{parametry}
)
:
result_type
;

```

Nagłówek podprogramu, jeżeli występuje wcześniejsza, odrębna jego deklaracja (za pomocą prototypu), może w definicji:
- mieć postać identyczną z prototypem zawartym w deklaracji (przy czym identyczność ta może nie dotyczyć nazw identyfikatorów poszczególnych parametrów podprogramu),
- mieć postać inną – uproszczoną, a pominięte szczegóły nagłówka pobierane są przez translator z deklaracji.

Przykład w Turbo Pascalu:
```
unit
 
m01
;

interface

  
{ Pełna postać nagłówka podprogramu - deklaracja w interfejsie modułu }

  
procedure
 
pr_1
(
var
 
a
 
:
 
integer
;
 
b
 
:
 
char
)
;

implementation

  
{ Uproszczona postać nagłówka podprogramu w jego definicji }

  
procedure
 
pr_1
;

    
{ deklaracja obiektów lokalnych }

  
begin

    
{ treść podprogramu }

  
end
;

end
.

```

Specjalne pliki deklaracji stosowane w takich językach programowania jak C, C++ i pochodnych, noszą w nomenklaturze informatycznej i w literaturze przedmiotu nazwę plików nagłówkowych, gdyż są stosowane do definiowania między innymi bibliotek podprogramów. Plik taki składa się właśnie z deklaracji podprogramów w postaci nagłówków podprogramów (prototypów).
Również w niektórych językach, w których istnieje możliwość programowania obiektowego, nagłówek (prototyp) metody, stosuje się do definicji określonej klasy, podczas gdy sama definicja danej metody znajduje się zupełnie w innym miejscu kodu źródłowego (poza definicją klasy rozumianą jako określony fragment – wyodrębniony za pomocą zdefiniowanych ograniczników bloku – tekstu kodu źródłowego). W tych językach nagłówek metody w jej definicji umieszczonej poza definicją klasy, jest zmodyfikowany zgodnie z konwencją stosowaną w danym języku programowania, o stosowny zapis selekcji klasy, tak aby definicja metody została przypisana do właściwej klasy (różne metody w różnych klasach mogą posiadać ten sam identyfikator).
Borland/Turbo Pascal:
```
type
 
TOb
=
object

        
procedure
 
m1
(
a
 
:
 
integer
)
;

        
function
 
f1
(
a
:
integer
)
:
 
integer
;

     
end
;

procedure
 
TOb
.
m1
;

begin

  
{ treść metody m1 klasy TOb }

end
;

function
 
TOb
.
f1
;

begin

  
{ treść metody f1 klasy TOb }

end
;

```

W innych językach cała definicja metody, obejmująca nagłówek i blok kodu, zawarta jest w definicji klasy.
Python:
```
class
 
TOb
:

  
u
"defincja klasy zawiera także definicję metod"

  
def
 
m1
(
a
):

    
u
"treść metody m1 klasy TOb"

  
def
 
f1
(
a
):

    
u
"treść metody f1 klasy TOb"

```

Jak wyżej zaznaczono nagłówek podprogramu w pewnych sytuacjach może zawierać pewne opcjonalne frazy zawierające wybrane deklaratory bądź modyfikatory definicji.
| opis                                                 | przykład |
| ---------------------------------------------------- | --- |
| definicja podprogramu, nagłówek bez fraz dodatkowych | procedure pr({parametry}); begin { treść podprogramu } end; |
| deklaracja wyprzedzająca                             | procedure pr({parametry}); forward; |
| podprogram zewnętrzny                                | {$L nazwa_pliku} procedure pr({parametry}); external; |
| podprogram zewnętrzny z biblioteki DLL               | procedure pr({parametry}); far; external biblioteka_dll; procedure new_name({parametry}); far; external biblioteka_dll; name pr; procedure new_name({parametry}); far; external biblioteka_dll; index n; |